# Alexander Naddour
Alexander Michael Naddour (Gilbert, 4 marzo 1991) è un ginnasta statunitense medaglia di bronzo al cavallo con maniglie alle Olimpiadi di Rio de Janeiro 2016. Vanta inoltre due medaglie di bronzo vinte ai campionati mondiali nel concorso a squadre.